# Slobodni radikal
Slobodni radikali su nestabilne molekule, ili ioni velike reaktivnosti, koji u organizmu stupaju u kemijske reakcije s dijelovima stanica (proteinima, lipidima, ugljikohidratima, molekulama DNK) pri čemu dovode do biokemijskih, strukturnih i funkcionalnih poremećaja.
U normalnoj molekuli, jezgra je okružena parom negativno nabijenih elektrona. Uklanjanjem jednog elektron iz para, procesom koji se zove oksidacija, molekula postaje nestabilana i destruktivna (nastaje "radikalna" molekula) koja napada susjedne biomolekule u sredini u kojoj se nalazi, tako da njenimm djelovanjem dolazi do stvaranja novih slobodnih radikala - lančanom reakcijom (neka vrsta začaranog kruga).
Slobodni radikali mogu biti pozitivni, negativni, ili bez naboja. Neupareni elektroni daju radikalima kemijsku reaktivnost.
Slobodni radikali, u organizmu, mogu izazvati »slobodno-radikalnu bolest« koja podrazumijeva poremaćaj u čijoj etiologiji primarnu ulogu imaju slobodni radikali, a za koju postoji obilje okolnosti i dokazi. Najvjerojatnije slobodni radikali djelujući kao posredne supstance u inflamatornim procesima, možda čak i kao neuromodulatori, utječu na pojavu bolesti.
Ipak, u organizmu postoje i zaštitni mehanizmi koji su dovoljni da reaktivne vrste radikala koriste za neke normalne fiziološke procese. Skoro sigurno tu spada antimikrobna obrana i ksenobiotički metabolizam.